# سالم النحاس
سالم جريس النحاس (1940 - 29 يناير 2011)، سياسي وكاتب أردني من مواليد مدينة مادبا. شغل منصب الأمين الأول لحزب الشعب الديمقراطي الأردني «حشد» بعد تيسير الزبري الذي أسسه عام 1993.
أسس مع عدد من الأدباء رابطة الكتاب الأردنيين (1974-1975)، وكان عضواً في هيئاتها الإدارية المتعاقبة حتى العام 1982، وانتُخب عضواً في هيئتها الإدارية (2005-2007).

## حياته المهنية
حصل على شهادة الثانوية العامة (1957) من مدرسة مادبا الثانوية، وعلى شهادة التوجيهي المصري (1958) من الكلية العلمية الإسلامية بعمّان، وعلى بكالوريوس اللغة الإنجليزية وآدابها من جامعة عين شمس بالقاهرة (1963-1964). عمل معلماً في المدرسة التجارية بالدمام - السعودية (1965-1968)، ومترجماً في الهيئة المركزية للتخطيط بالرياض (1968-1969)، ومسؤولاً ثقافياً في مؤسسة رعاية الشباب بالرياض (1969-1970)، ومعلماً بمعهد وادي السير التابع لوكالة الغوث الدولية (1971)، ورئيساً لقسم النشر والترجمة في الجمعية العلمية الملكية (1971-1974). عمل بعد ذلك في صحف «الأخبار»، و«جوردن تايمز»، و«الرأي». وعمل أيضاً مشرفاً عاماً ورئيساً لتحرير صحيفة «الأهالي» الأسبوعية التي كان أحد مؤسسيها في العام 1972.
أسس مع عدد من الأدباء رابطة الكتاب الأردنيين (1974-1975)، وكان عضواً في هيئاتها الإدارية المتعاقبة حتى العام 1982، وانتُخب عضواً في هيئتها الإدارية (2005-2007). حاز جائزةَ عرار الأدبية التي تمنحها رابطة الكتاب الأردنيين (1983)، وجائزة الرواية لعام 1977 من الرابطة أيضاً.

## إصداراته
- أوراق عاقر (رواية)، بيروت، دار الاتحاد، 1968.
- وأنتِ يا مادبا (قصص)، بيروت، دار ابن رشد، 1979.
- تلك الأعوام (رواية)، دمشق، دار الوحدة ورابطة الكتاب الأردنيين، 1981.
- الانتخابات (مسرحية)، بيروت، دار الفارابي، 1981. (ط 2، أمانة عمان الكبرى ورابطة الكتاب الأردنيين، عمّان، 2002).
- الساحات (رواية)، دمشق، اتحاد الكتاب العرب، 1987.
- أنتِ بالذات (شعر)، دار الينابيع، بدعم من وزارة الثقافة، عمّان، 2001.
- وصدرت أعماله الكاملة ضمن سلسلة «إبداع» (4)، منشورات البنك الأهلي الأردني (2005).

## وفاته
شيعته جموع غفيرة من المثقفين والأدباء وأطياف من الحركة الوطنية والسياسية والحزبية في الأردن واصدقاء وأهل الكاتب والسياسي إلى مثواه الأخير في مادبا الأحد 30 يناير 2011 عن عمر يناهز 70 عاما.